# Речица (Жуковский район)
Речица — село в Жуковском районе Брянской области, в составе Овстугского сельского поселения. 
 Расположено на правом берегу Десны, в 2 км к востоку от села Овстуг. Население — 475 человек (2010).

## История
Впервые упоминается в «Литовской метрике» XV века. С 1610 года известно как владение Панютиных (предков Ф. И. Тютчева), впоследствии перенесших центр своих имений в Овстуг; позднее также Бахтиных, Небольсиных и других помещиков
.
Приходской храм Святителя Николая упоминается с начала XVII века; в 1809 году на средства Тютчевых было сооружено каменное здание храма (не сохранилось). В 1895 году была открыта церковно-приходская школа.
В XVII—XVIII вв. село входило в состав Подгородного стана Брянского уезда; с 1861 по 1929 год в Овстугской волости Брянского (с 1921 — Бежицкого) уезда, где являлось крупнейшим селением.
С 1929 в Жуковском районе. До 1960 года являлось центром Речицкого сельсовета.
В сентябре 1941 года в Речице располагался штаб 290-й стрелковой дивизии.

## Население
| Годы      | 1866 | 1878 | 1897 | 1926 | 1979 | 1989 | 2002 | 2010 |
| --------- | ---- | ---- | ---- | ---- | ---- | ---- | ---- | ---- |
| Население | 806  | 1003 | 1192 | 1464 | 587  | 545  | 532  | 475  |